# Château de Boutissaint
 (février 2025).
Si vous disposez d'ouvrages ou d'articles de référence ou si vous connaissez des sites web de qualité traitant du thème abordé ici, merci de compléter l'article en donnant les références utiles à sa vérifiabilité et en les liant à la section « Notes et références ».
Le château de Boutissaint se trouve à Treigny (Yonne) dans la région naturelle de Puisaye, en Bourgogne, France.
Il est remarquable pour son parc de vision animalier de 400 ha, le premier créé en France, en 1968.

## Situation
Boutissaint est situé tout à fait en bordure de la Nièvre, dans le sud du département de l'Yonne et dans le nord-ouest de la commune de Treigny, avec la commune de Moutiers à 300 m à l'ouest. Le département du Loiret est à 11 km à l'ouest, à vol d'oiseau
Le point de la Loire le plus proche est à La Celle-sur-Loire à 20 km au sud-ouest à vol d'oiseau,.

## Toponymie
Le premier nom qui nous soit parvenu est Boticen, qui indique clairement une origine gauloise et qui a été utilisé jusqu'au XIIIe siècle.

## Histoire

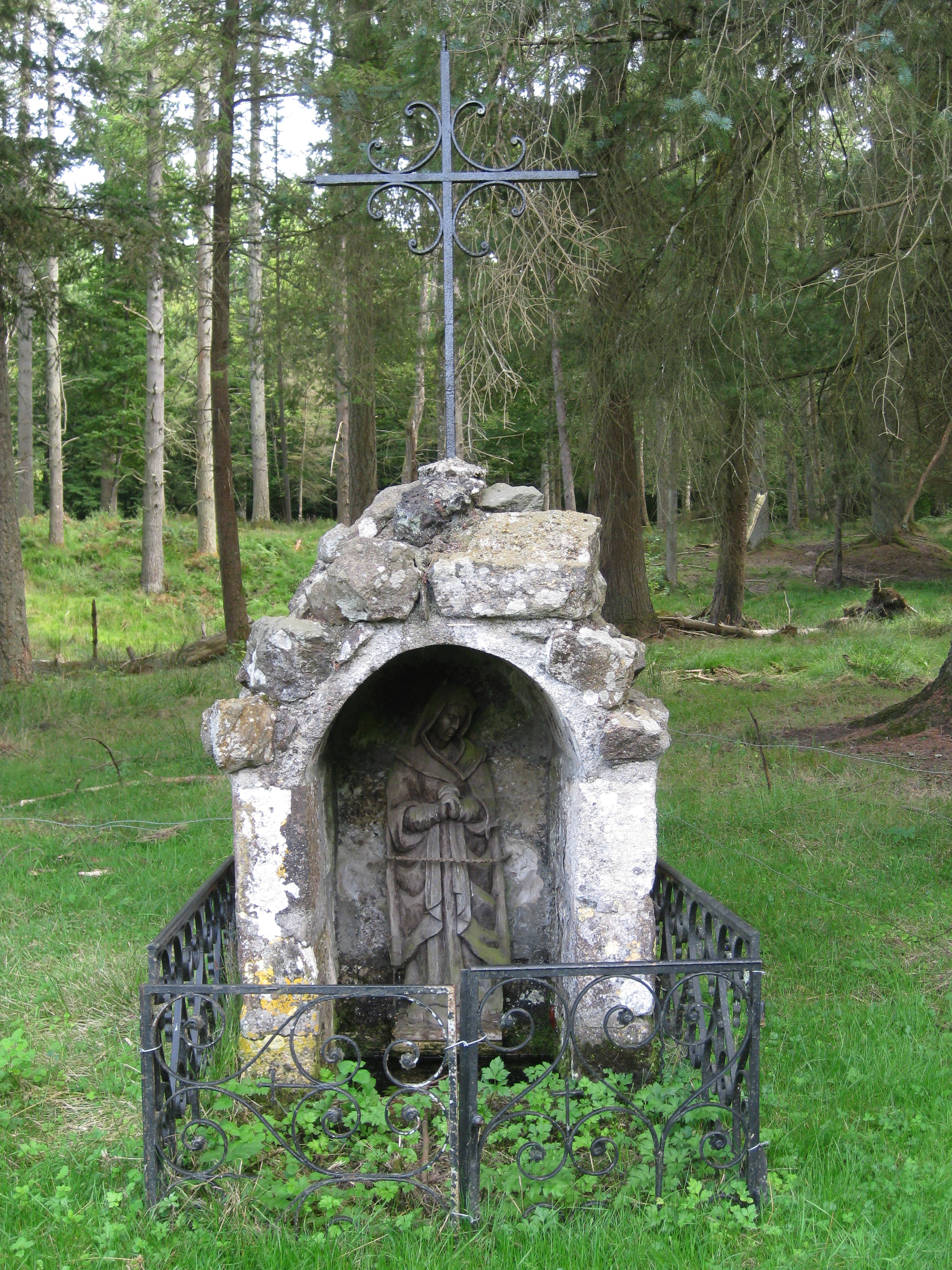
Fontaine Sainte-Langueur

### Une source «sacrée»
L'histoire du lieu commence probablement avec la source, que les Gaulois auraient tenue pour sacrée.

### Moyen Âge
On ne sait pas quand l'établissement religieux de Boutissaint est fondé. Le premier indice de son existence remonte au XIIe siècle. A cette époque, Narjot II, seigneur de Toucy, Saint-Fargeau et Perreuse charge les moines de Boutissaint du service de l'église de Perreuse - et à cette date Boutissaint est une collégiale, dépendant de l'abbaye Saint-Satur à Sancerre (mais il est dit aussi, dans le même texte, que sa provision appartient au prieur de Saint-Amâtre à Auxerre). Vers 1175 Narjot II dote l'église de Perreuse des dîmes de la seigneurie ; mais ces dîmes étant mal payées, en remplacement de ce revenu diminuant son fils Ithier IV donne en 1218 au chapitre de Boutissaint une redevance fixe de blé et de vin. Par la même occasion il leur accorde le droit de faire paître vingt porcs dans ses bois de Puisaye sans payer la redevance appelée panage ; ce droit était cependant réglementé suivant les saisons,. 

Les archives départementales conservent sur ce prieuré des documents donnant le nom de « prieuré Saint-Lazare ».
Les moines de Boutissaint ayant des difficultés à servir Perreuse en raison de la distance, Perreuse est érigée en prieuré-cure et se voit attribuer la rente créée en faveur de la collégiale de Boutissaint. Dès cette période Boutissaint périclite. Ainsi Boutissaint est d'abord une collégiale. Au XVe siècle elle n'est plus qu'un prieuré.

### Epoque moderne
Au XVIe siècle, Boutissaint n'est plus qu'un simple bénéfice ecclésiastique.
Vers 1640 l'abbé de Forest, prieur à Boutissaint, relève les ruines du logis prieural et lui fait donner de modestes défenses que le bâtiment conserve au moins jusqu'au milieu du XIXe siècle. À sa mort, sa nièce Jeanne de Forest, dame de Boissenay, tente d'en prendre possession et le nouveau prieur, Antoine Chambel, a bien des difficultés à l'en faire déguerpir : en 1653 est écrit au château le contrat de mariage entre Antoine Lucquet de Grangebeuve, écuyer, fils de feu François, seigneur de Grangebeuve et autres lieux, écuyer, et de dame Marie de la Bussière ; et Anne de la Rivière, fille de Guillaume de la Rivière, seigneur de Bois, Saint-Quiohoit et autres lieux, et de Jeanne de Forest, dame de Boissenet, Boutissaint et autres lieux, assistée de ses frères Melchior et Jean de la Rivière. Antoine et Anne eurent pour enfants Louis Lucquet de Grangebeuve et Marie Lucquet de Grangebeuve, dont postérité pour chacun.

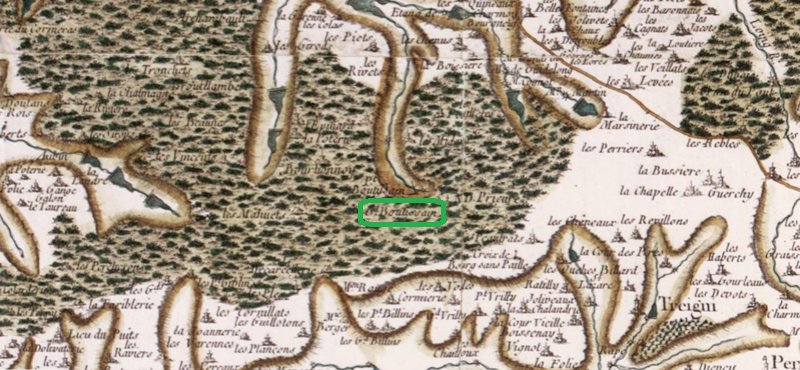
Boutissaint (cadre vert) sur la carte de Cassini à 5 km au N-O de Treigny

Lorsqu'il ne s'y trouve plus de prieur résident, les voisins pillent le lieu. L'histoire retient le nom de Melchior de la Rivière, qui dérobe 30 arpents de terre ainsi que le manoir et prend le titre de seigneur de Boutissaint ; ce jusqu'à ce qu'un arrêt du Parlement l'oblige en 1680 à restituer ces biens usurpés.
La carte de Cassini (XVIIIe siècle) indique deux Boutissaint (écrits Boutissain) : le Grand Boutissaint et, immédiatement au nord-ouest, le Petit Boutissaint.

### Epoque contemporaine
Devenue bien national pendant la Révolution, l'église de Boutissaint sert d'entrepôt pour les cendres d'une verrerie fonctionnant alors dans les environs.
En 1827 la terre de Boutissaint est vendue à Armande Pauline Marie de Castellane-Majastre, veuve de Louis Pierre Quentin de Champcenetz et épouse de Jacques Marie Anatole Le Clerc de Juigné, pair de France.

## Description

### Le château
Le château date du XVIe siècle[réf. souhaitée].
Une annexe du château a été transformée en gîte, avec l'étiquette Gîte de France.
À côté du château se trouve la source dite fontaine de Sainte-Langueur.

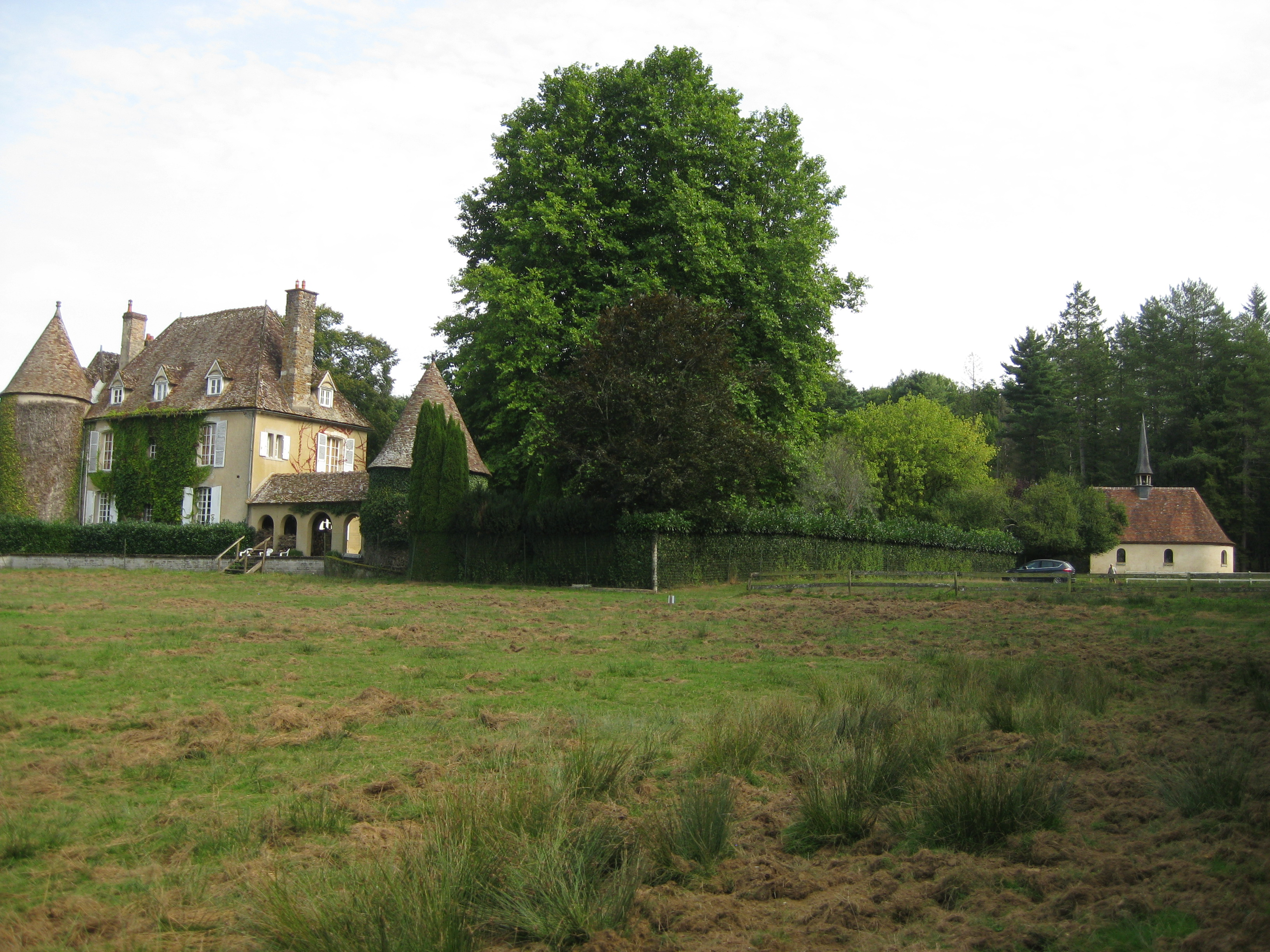
Château et, à droite, chapelle Sainte-Langueur

## Liste des prieurs
- 1437 : abbé Patet
- 1513 : Léonard Dubois
- 1570 : Nicolas Lebeau
- 1640 : abbé de Forest
- 1648 : Antoine de Chambel
- 1668 : Charles Buisson[6]
- 1714 : François Groslard[N 3]
- 1777 : abbé Delarge
- 1787 : Henri-Didier-Antoine Careau[14],[N 4]

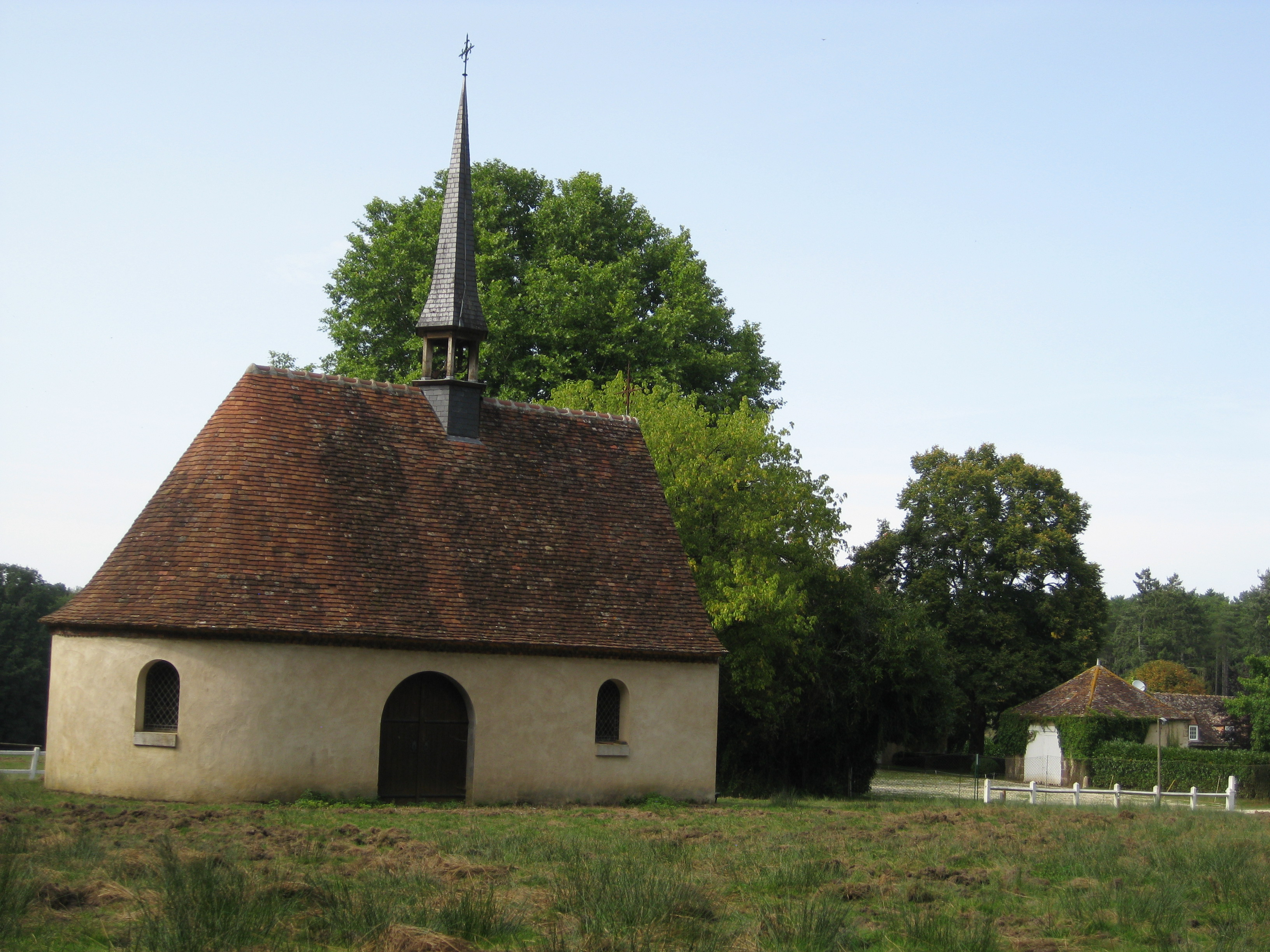
Chapelle Sainte-Langueur

## La chapelle Sainte-Langueur

### Origine du nom
Le nom de la chapelle vient de Notre-Dame des Sept Douleurs, également appelée « N-D des Sept Langueurs ». Déformé par le parler local, le nom devient « sainte Langueur ». Le même culte se retrouve dans l'église Saint-Symphorien de Treigny, où un autel du déambulatoire est accompagné d'une sculpture de la Pietà et est encadré de l'inscription : « Salut des malades, ayez pitié de nous ». Des messes y étaient jadis fondées en faveur des malades.

### Architecture et petite histoire de l'ancienne chapelle
Elle se composait d'une seule nef terminée à l'est et à l'ouest par des pignons triangulaires. L'abside se trouvait à l'est, la porte principale à l'ouest. La porte était petite, à plein-cintre, ornée simplement d'un tore semi-cylindrique sur l'arête, sans fenêtre au-dessus. À l'intérieur, chacun des quatre coins était marqué par une colonne romane semi-engagée dont le chapiteau s'ornait sur les côtés d'une feuille simple, à nervure, et sur la face d'une sculpture en forme de fer de lance rudimentaire. La fenêtre de l'abside, chanfreinée et taillée en glacis, était cintrée en ogive ; le cintre portait des claveaux irrégulièrement espacés. Deux fenêtres similaires mais plus petites se trouvaient dans le mur sud (opposé au prieuré) ; le mur nord n'avait pas de fenêtre. À droite de l'abside se trouvait une piscine en plein-cintre, à une seule cuvette centrale, taillée dans une tablette saillante en forme de listel et coupée en biseau orné de dents de scie. Le tout était typique de l'architecture de la fin du XIIe siècle et commencement du XIIIe siècle. 
Dans la façade nord (côté château) se trouvait une petite porte de dégagement ; à sa gauche, incorporée dans le mur, il y avait une colonne identique à celles de l'intérieur et une piscine également plein-cintre, à biseau et listel, mais à une seule cuvette excentrée au-dessous de laquelle était l'autel rustique auquel elle était destinée ; cet autel était fait d'une simple tablette de pierre. Or de ce côté l'absence de fenêtre et d'un dixième contrefort que la symétrie aurait exigé, et la présence de la colonne qui n'était probablement pas la seule sur ce côté, indiquent l'existence dans le passé d'un toit destiné à abriter l'officiant à cet autel extérieur. On ne sait pas si cet espace était clos de murs, de rideaux (chose courante par le passé) ou ouvert sur trois côtés.
À la Révolution le culte y est abandonné. Pourtant, au XIXe siècle elle est toujours visitée par les malades. Son état s'étant dégradé avec les ans, elle est démolie en 1902 puis reconstruite dans les années 1970. De nos jours une messe annuelle en pèlerinage de Sainte-Langueur y est souvent célébrée en septembre - le 15 septembre étant le jour de fête de Notre-Dame des Sept Langueurs.

## Le parc animalier
Créé en 1968 par Pierre-Elie Borione sur 400 ha, le parc naturel Saint-Hubert de Boutissaint a été le premier parc de vision en France. 
Situé au lieu-dit la Boissière sur le territoire de la commune de Moutiers-en-Puisaye et où Boutissaint possède un gîte souvent fréquenté par les scouts, l'« arbre à vœux », l'étang de la Bruyère, l'étang du Château, l'étang des Midoux avec à 300 m de ce dernier la source de la Belle Fontaine, l'étang des Moines juste devant le château. Le parc confine au bois de Guédelon, dont le château-fort en construction se trouve à 2,5 km en ligne directe à travers bois.
La gestion de son patrimoine naturel s'effectue via la SARL « Société des Parcs naturels Saint-Hubert », dirigée maintenant par Valérie Galabert, la fille du créateur du parc, avec l'aide de Jean-François Cornillon, garde-chasse du domaine et dont le père a également contribué à la création du parc. 
Son domaine forestier a conservé l'aspect sauvage des forêts poyaudines.
Le parc abrite la faune habituellement présente dans les forêts de la région et d'autres animaux :
- cerfs et biches,
- daims,
- chevreuils,
- sangliers,
- bisons d’Europe,
- mouflons corse en enclos,
- renards,
- blaireaux,
- écureuils,
- sauvagine,
- cigognes noires,
- paon,
- rapaces,
- animaux de ferme : poneys,  chèvres naines, volaille[22]...

Lors d'une tempête en 2013, un arbre déraciné est tombé sur la digue de l'étang des Moines et a rompu cette dernière, provoquant l'assèchement de l'étang. Mme Galabert a tenté de lever les fonds nécessaires à la réparation (20.000 €) par financement participatif mais cet appel, terminé en 2015, n'a pas eu le succès escompté et la digue n'est toujours pas réparée en 2017.

## Dans les environs
- Château de Guédelon (4 km), sur Treigny
- Château de Ratilly (6,6 km), centre d'art sur Treigny
- Château de Saint-Fargeau (9,7 km), à Saint-Fargeau
- Réservoir du Bourdon (4 km), à 1,5 km en aval du ruisseau de Guédelon, sur les communes voisines Saint-Fargeau et Moutiers-en-Puisaye